# Jules Deelder
Justus Anton Deelder, dit Jules Deelder, né le 24 novembre 1944 à Rotterdam et mort le 19 décembre 2019 dans la même ville, est un poète et écrivain néerlandais.

## Biographie
Ses poèmes couvrent des sujets tels que la vie dans la ville de Rotterdam, l'usage de drogues et le jazz. Il est bien connu aux Pays-Bas pour ses performances en direct et ses apparitions dans les médias populaires. Il a collaboré avec des musiciens et des groupes tels que Herman Brood, Benjamin Herman et Bas van Lier pour enregistrer et réciter sa poésie. Son rôle proéminent dans la vie culturelle de Rotterdam lui a valu le surnom de « maire de nuit de Rotterdam ».
Jules Deelder a également écrit des scénarios pour les séries de bandes dessinées Amber en Akka et Professor Hilarius, dessinés par Rob Derks. Il a en outre inspiré sa propre bande dessinée de célébrité, Juul Deeldert, dessinée par Vick Debergh.

## Œuvre

### Poésie
- Gloria Satoria (De Bezige Bij, 1969)
- Dag en nacht geopend (De Bezige Bij, 1970)
- Boe! (De Bezige Bij, 1972)
- Op de deurknop na (De Bezige Bij, 1972)
- De zwarte jager (De Bezige Bij, 1973)
- Moderne gedichten (De Bezige Bij, 1979)
- Sturm und Drang (De Bezige Bij, 1980)
- Junkers 88 (De Bezige Bij, 1983)
- Portret van Olivia de Havilland (De Bezige Bij, 1985)
- Interbellum (De Bezige Bij, 1987)
- Lijf- en andere gedichten (De Bezige Bij, 1991)
- Renaissance: gedichten '44 -'94 (De Bezige Bij, 1994)
- Transeuropa (De Bezige Bij, 1995)
- Het lot van de eenhoorn (De Bezige Bij, 1997)
- Bijbelsch (De Bezige Bij, 1999)
- NV Verga (De Bezige Bij, 2001)
- Inderdaad nee (avec des dessins de Herman Brood ; Nijgh en Van Ditmar, 2003)
- Zonder dollen (De Bezige Bij, 2004)
- Vrijwel alle gedichten (De Bezige Bij, 2004)
- Tussentijds (De Bezige Bij, 2008)
- Ruisch (De Bezige Bij, 2011)

### Romans et nouvelles
- Proza (nouvelles ; Boelen, 1976)
- Le Moulin à vent hollandais (biographie de Bep van Klaveren ; Veen, 1980)
- Schöne Welt (nouvelles ; De Bezige Bij, 1982)
- Le Passé moderne (nouvelles ; De Bezige Bij, 1984)
- Drukke dagen (nouvelles ; De Bezige Bij, 1985)
- Gemengde gevoelens (roman ; De Bezige Bij, 1986)
- De T van Vondel (nouvelles ; De Bezige Bij, 1990)
- Jazz (nouvelles ; De Bezige Bij, 1992)
- Geheid Deelder (De Bezige Bij, 1994)
- De bevrijding van Koos Spook (histoire pour enfants ; De Bezige Bij, 1995)
- De dikke van Deelder (nouvelles ; De Bezige Bij, 1997)
- Vrijwel alle verhalen (nouvelles ; De Bezige Bij, 2009)

### Bande dessinée
- Amber et Akka (avec Rob Peters ; De Lijn, 1985)